# Deborah Iurato
Deborah Iurato (* 21. November 1991 in Ragusa) ist eine italienische Popsängerin. Im Mai 2014 gewann sie die Talentshow Amici di Maria De Filippi.

## Biografie
Schon mit fünf Jahren begann Deborah Iurato mit dem Singen. Sie besuchte ein Istituto d’arte (Kunstgymnasium) und trat nach Abschluss der Schule bei Hochzeiten und Feiern auf. Ende 2013 trat die Sizilianerin in der 13. Staffel der Castingshow Amici di Maria De Filippi an und überstand die Vorrunde als Erstplatzierte in der Kategorie Gesang. Im Frühjahr zog sie als Siegerin ihrer Gruppe ins Finale ein und setzte sich dort mit dem knappestmöglichen Ergebnis von 51:49 gegen die Sieger der anderen Gruppe, die Band Dear Jack durch.
Nach dem Sieg erreichte das Lied Anche se fuori è inverno, das sie in der ersten Finalrunde gesungen hatte, Platz eins der italienischen Downloadcharts. Das nach ihr benannte Album mit Showbeiträgen stieg auf Platz zwei, die Spitzenposition wurde ihr vom Album von Dear Jack verwehrt. Im Herbst 2014 wurde ein Album mit neuen Songs von Deborah Iurato unter dem Titel Libere veröffentlicht. Höchstplatzierung war bei Charteinstieg Platz elf. Ende des Jahres wurde bekanntgegeben, dass sie nicht für das Sanremo-Festival 2015 nominiert worden ist. Bei der Edition 2016 trat sie schließlich im Duett mit Giovanni Caccamo an und erreichte den dritten Platz.

## Diskografie
Alben
- Deborah Iurato (2014)
- Libere (2014)
- Sono ancora io (2016)

Lieder
- Danzeremo a luci spente (2014)
- Anche se fuori è inverno (2014)
- Piccole cose (2014)
- A volte capita (2014)
- Da sola (2015)
- Sono ancora io (2016)
- Via da qui (Giovanni Caccamo & Deborah Iurato; 2016)